# Narodni zgodovinski muzej (Albanija)
Narodni zgodovinski muzej (albansko Muzeu Historik Kombëtar) je zgodovinski muzej v Tirani, odprt 28. oktobra 1981. Muzej ima površino 27.000 m2, namenjeno tudi drugim razstavam.
Nad vhodom v muzej je velik mozaik "Albanci", na katerem je prikazana zgodovina Albanije od antike do današnjega časa. V muzeju so naslednji paviljoni: Antika, Srednji vek, Renesansa, Neodvisnost, Ikonografija, Antifašistična vojna za osvoboditev, Komunistični terror in Mati Tereza.

## Paviljoni

### Antika
Paviljon antike je s 585 predmeti najpomembnejši in eden od najbogatejših v Narodnem zgodovinskem muzeju. Razstavljeni predmeti se začnejo s poznim paleolitikom, ki kaže na živahno in močno prazgodovinsko kulturo, in končajo s predmeti iz zgodnjega srednjega veka (4. do 8. stoletje). Predmeti iz prazgodovinske naselbine Maliq predstavljajo neolitski razcvet od sredine 4. tisočletja pr. n. št. do približno leta 2600 pr. n. št. 
Med razstavljenimi predmeti so srebrni in bronasti kovanci, kovani od 4. do 3. stoletja pr. n. št. v imenu južnoilirskih kraljev Drača, Apolonije, Skadra, Billisa in Amantije. Kovanci kažejo na krepko gospodarstvo in urbano ilirsko kulturo nasploh. Impresivni so kipi šole boga Apolona, eni najlepših iz tistega časa (6. stoletje pr. n. št.). Med razstavljenimi predmeti so zanimivi tudi mozaik Draške lepote (4. stoletje pr. n. št.), Artemidina glava (3. stoletje pr. n. št.), antropomorfna podoba reke Vjose (3. ali 2. stoletje pr. n. št.), glava iz apnenca (5.stoletje pr. n. št.), vaze, okrašene z rdečimi figurami, in drugi. Pomembno mesto zavzemajo najdbe iz monumentalnega groba Spodnje Selce, Pogradec (3. stoletje n. št.).

### Srednji vek
V paviljonu srednjega veka dobijo obiskovalci vpogled v gospodarski, socialni, politični in kulturni razvoj Albancev od 6. do 15. stoletja. Poseben del paviljona je posvečen kneževini Arberiji. Prenos oblasti z družine Skuraj na družino 
Topija je izražen v heraldičnem emblemu Karla Topija na monumentalnem portalu samostana Ivana Vladimirja v Elbasanu. Posebnost srednjeveškega paviljona je Glaveniški epitaf, ki sega v leto 1373. Odpor Albancev proti osmanskim okupatorjem je prikazan s fotografijami, dokumenti in predmeti. Gospodarski razvoj ter politično in družbeno življenje v državi je prikazano z zemljevidi, gravurami iz tistega časa in veliko izvirnimi publikacijami. Obiskovalec spozna tudi Skenderbega, ki pooseblja boj Albancev proti osmanskim okupatorjem.

### Albanski narodni preporod
V renesančnem paviljonu je ena od najbogatejših zbirk izvirnih predmetov, dokumentov, knjig, fotografij, narodnih zastav, orožja, bankovcev in drugih predmetov. Večina predmetov je edinstvenih za zgodovino in kulturo Albancev. Razstavljeni predmeti so iz obdobja od sredine 19. stoletja do leta 1912. Posebno dragocena je zastava domoljubnega društva "Želja" albanske kolonije v Sofiji v Bolgariji. Obiskovalci si lahko od blizu ogledajo mizo in zbirko knjig enega najvidnejših ideologov albanske nacionalne ideologije Samija Frasherija (1825-1904).

### Neodvisnost
Paviljon neodvisnosti odraža ključne zgodovinske trenutke od Deklaracije o neodvisnosti leta 1912 do leta 1939. Razglasitev neodvisnosti Albanije na seji Narodne skupščine v Vlori 28. novembra  1912  in ustanovitev začasne vlade Albanije sta bili ključni dejanji v zgodovini albanske države. Paviljon je odraz dogajanj na konferenci ambasadorjev v Londonu leta 1912-1913. Kratka vladavina princa Wieda v Albaniji leta 1914 je bila pomemben trenutek v zgodovini postavljanja temeljev albanske države. Politični spopadi med vladajočo elito so dosegli vrhunec v gibanju junija 1924, ki ga je vodil Fan Noli. Del tega paviljona je posvečen prav njemu kot domoljubu in enemu od izjemnih osebnosti v zgodovini Albancev in njihove države v 20. stoletju.

### Albanska ikonografija
V tem oddelku je zbirka 70 predmetov pobizantinske umetnosti v Albaniji:  ikone, proskineracije in nekaj parov svetih vrat in ikonostasov. Predmeti so iz več cerkva v Gjirokastri, Elbasanu, Fieriju, Beratu in drugod iz obdobja od 16. do zgodnjega 19. stoletja. V paviljonu so predstavljani skoraj vsi najboljši slikarji, ki so ustvarili najpomembnejša dela v cerkvah v Albaniji, Severni Makedoniji in Grčiji: Onufri, Onufër Qiprioti, David Selenica, Kostandin Špataraku, Kostandin Jeromonaku, brata Zografi, brata Çetiri in Mihal Anagnosti. Ikonostas je iz cerkve samostana Svetega Janeza Vladimirja v Elbasanu.

### Antifašistična vojna
V paviljonu je razstavljenih 220 predmetov, ki odražajo dogodke od vojne v Vlori leta 1920 do konca druge svetovne vojne leta 1945. Dokumenti prikazujejo reakcijo več albanskih intelektualcev v 20. in 30. letih dvajsetega stoletja na vzpon fašizma na oblast v Italiji. V paviljonu so kronološko prikazani dogodki, povezani z namestitvijo fašističnega režima v Albaniji 7. aprila 1939 in začetkom organiziranega protifašističnega odpora. Posebno mesto imajo albanski prostovoljci v španski državljanski vojni. Veliko je tudi relikvij narodnih mučencev in herojev, ki so dali svoje življenje v vojni proti fašizmu in nacizmu. Poseben poudarek je na prispevku britanskih, sovjetskih in ameriških zaveznikov in njihovih misij v Albaniji. Razstavljeni so tudi dokumenti, ki odražajo podporo ter dajanje zavetja in zaščite judovskemu prebivalstva med holokavstom v Albaniji in kažejo na globok humanizem albanskega ljudstva.

### Komunistično obdobje
Paviljon, posvečen komunističnemu obdobju Albanije, je bil odprt leta 2012. V njem so razstavljeni dokumenti, fotografije in predmeti iz obdobja od leta 1945 do 1990. Zgodovinski kontekst bogatijo filmi iz centralnega filmskega arhiva. Pomemben del paviljona predstavljajo dokumenti in fotografije o čistkah v vrstah protikomunistične opozicije. V vitrinah so razstavljeni predmeti, ki so pripadali številnim obsojenim ali usmrčenim nasprotnikom takratnega režima.

### Mati Terezija
Paviljon je posvečen materi Tereziji, njeni družini, življenju in delu. Obiskovalci se seznanijo z njenim dobrodelnim delovanjem, za katerega je prejela številne mednarodne nagrade. Na tribunah paviljona so fotografije njenih srečanj s svetovnimi osebnosti, med katerimi so bili Jacques Chirac, Bill Clinton, Tony Blair, Ibrahim Kodra in drugi. Radovednost obiskovalcev vzbujajo predvsem njeni osebni predmeti.